# Vranje
Vranje (in serbo Врање?, Vranje) è una città e una municipalità, nonché capoluogo, del distretto di Pčinja nella parte meridionale della Serbia Centrale, al confine con il Kosovo.

## Galleria d'immagini

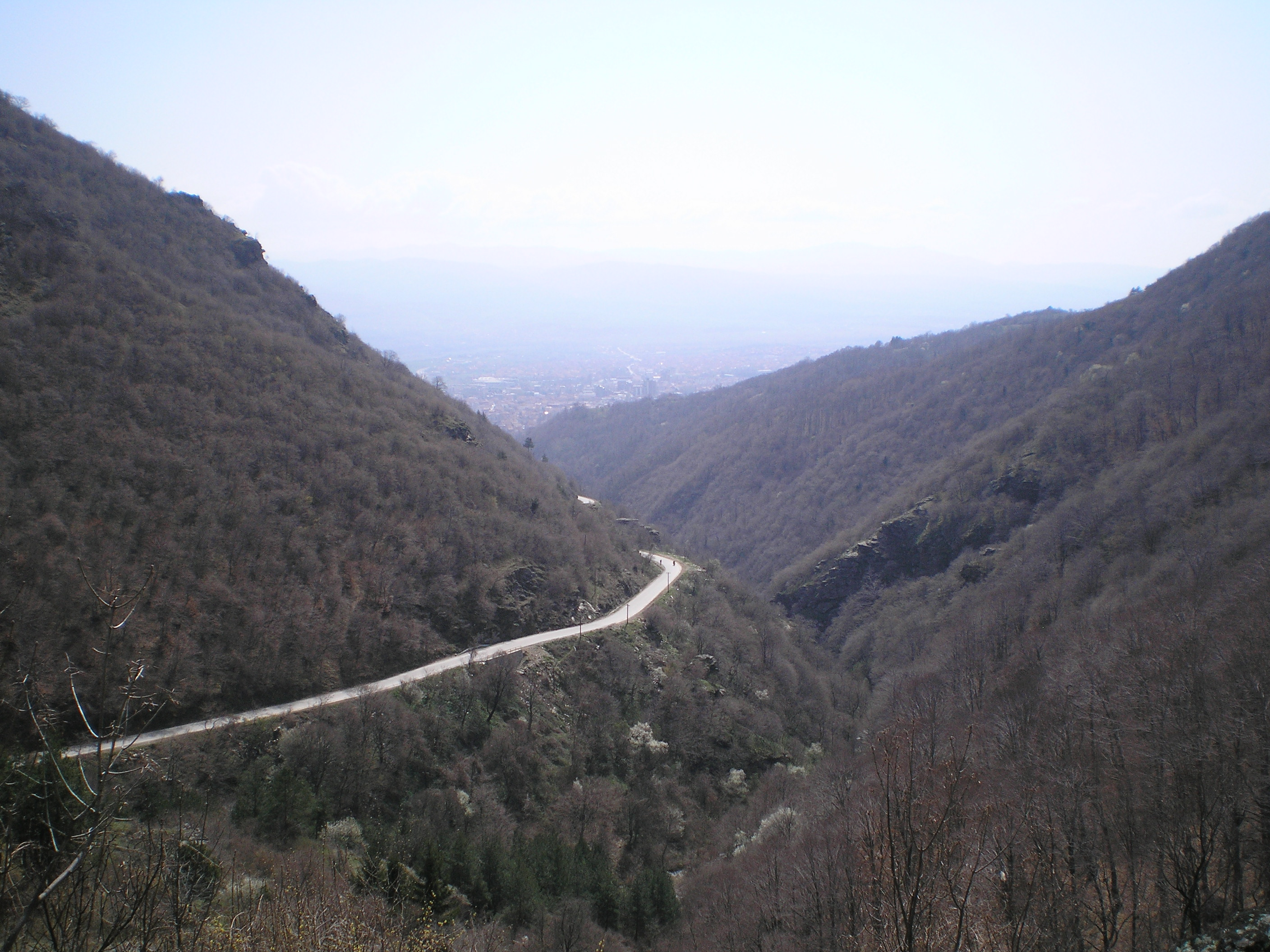
Gola del fiume cittadino (Gradska reka) vicino Vranje
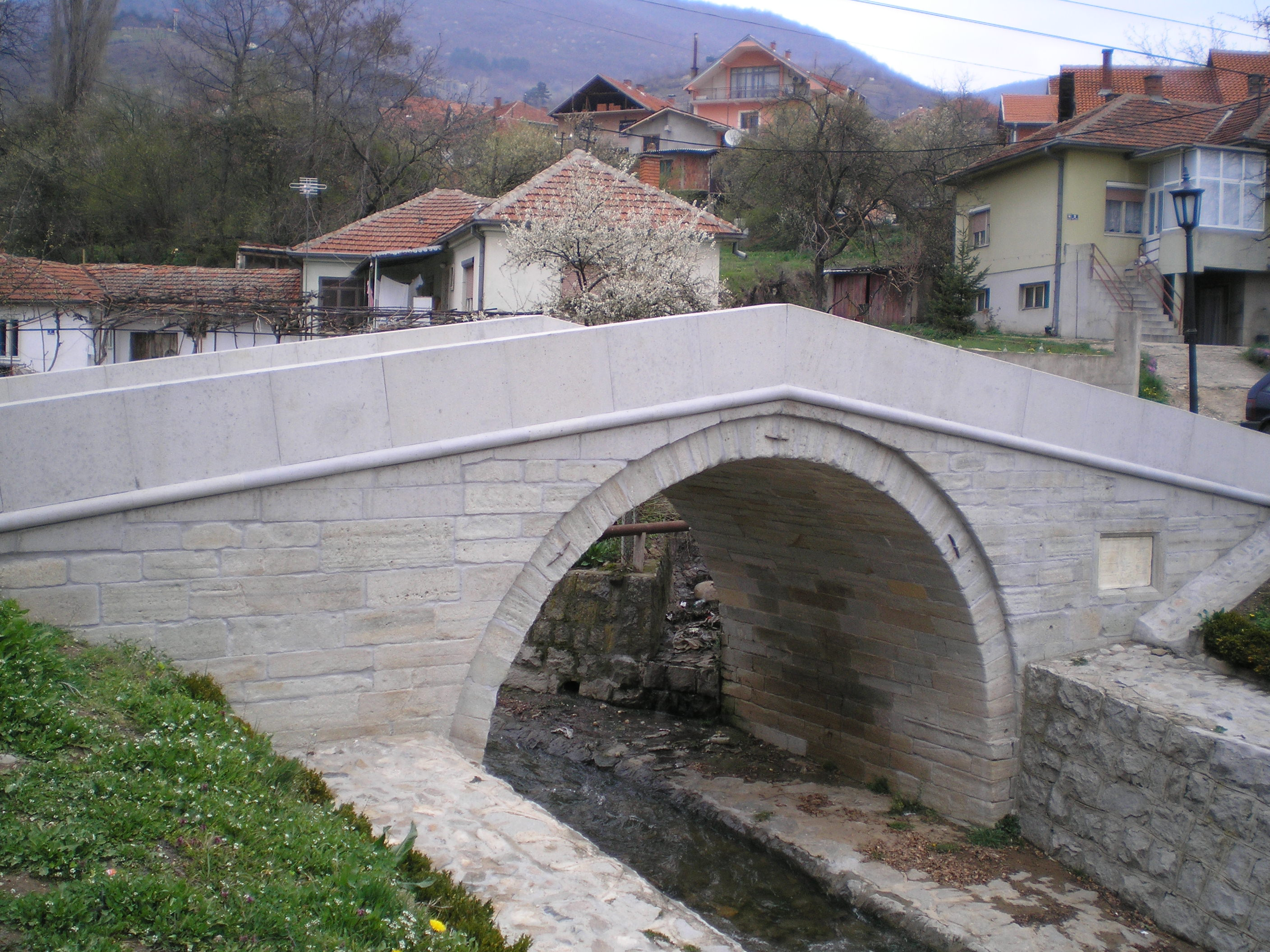
Ponte bianco (Beli most)
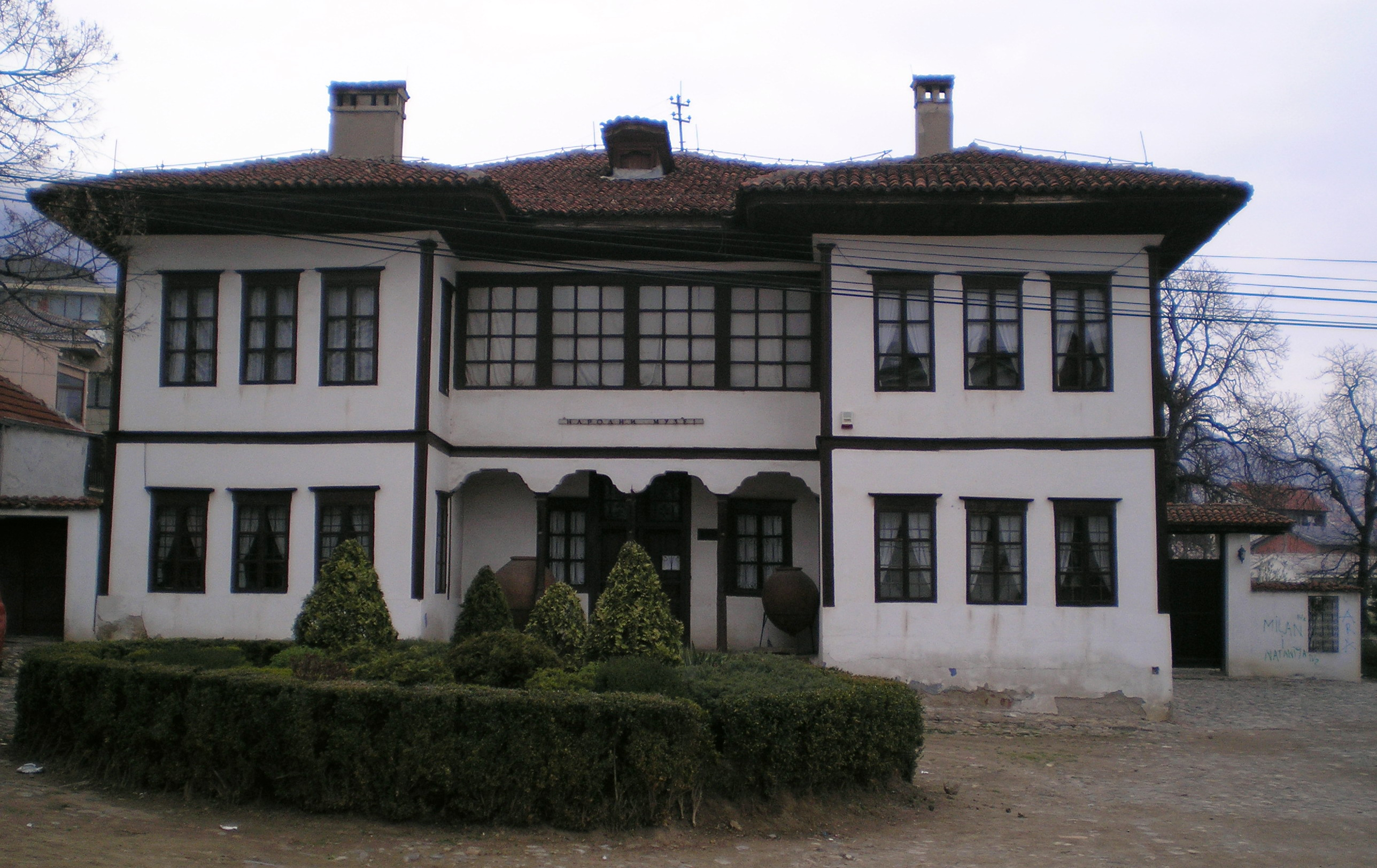
Museo di Vranje
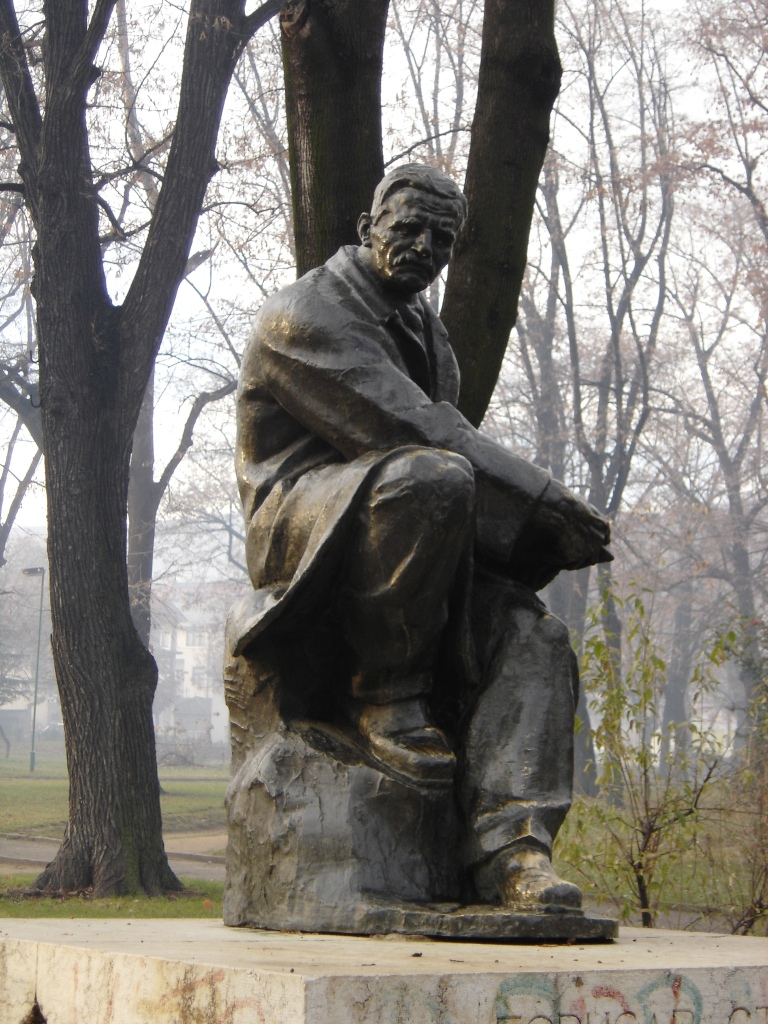
Monumento allo scrittore serbo Bora Stanković